# Parafia Chrystusa Króla w Szczecinie
Parafia pod wezwaniem Chrystusa Króla w Szczecinie – jedna z parafii rzymskokatolickich, należąca do dekanatu Szczecin-Żelechowo, archidiecezji szczecińsko-kamieńskiej, metropolii szczecińsko-kamieńskiej. Została erygowana w 1946. Siedziba parafii mieści się w Szczecinie przy ulicy Inwalidzkiej.

## Inne budowle parafialne
17 września 2005 w obrębie terenu przykościelnego odsłonięto pomnik upamiętniający generała Mieczysława Borutę-Spiechowicza, który po wojnie prowadził w Skolwinie gospodarstwo rolne i pełnił funkcję sołtysa.